# 110 mètres haies aux Jeux olympiques
Pour un article plus général, voir Athlétisme aux Jeux olympiques.
Le 110 mètres haies, épreuve exclusivement masculine, figure au programme des Jeux olympiques depuis la première édition, en 1896 à Athènes.
Le record olympique de la discipline est actuellement détenu par le Chinois Liu Xiang, auteur de 12 s 91 en finale des Jeux olympiques de 2004, à Athènes (record du monde égalé).
Deux athlètes parviennent à remporter deux titres olympiques sur 110 m haies : l'Américain Lee Calhoun en 1956 et 1960, et son compatriote Roger Kingdom en 1984 et 1988. Après les Jeux olympiques de 2020, les États-Unis ont remporté 19 des 29 titres olympiques, et 57 des 87 médailles olympiques.

## Éditions
| Années   | 96 | 00 | 04 | 08 | 12 | 20 | 24 | 28 | 32 | 36 | 48 | 52 | 56 | 60 | 64 | 68 | 72 | 76 | 80 | 84 | 88 | 92 | 96 | 00 | 04 | 08 | 12 | 16 | 20 | 24 | Total |
| -------- | -- | -- | -- | -- | -- | -- | -- | -- | -- | -- | -- | -- | -- | -- | -- | -- | -- | -- | -- | -- | -- | -- | -- | -- | -- | -- | -- | -- | -- | -- | ----- |
| Éditions | X  | X  | X  | X  | X  | X  | X  | X  | X  | X  | X  | X  | X  | X  | X  | X  | X  | X  | X  | X  | X  | X  | X  | X  | X  | X  | X  | X  | X  | X  | 30    |

## Historique

### 1896-1912

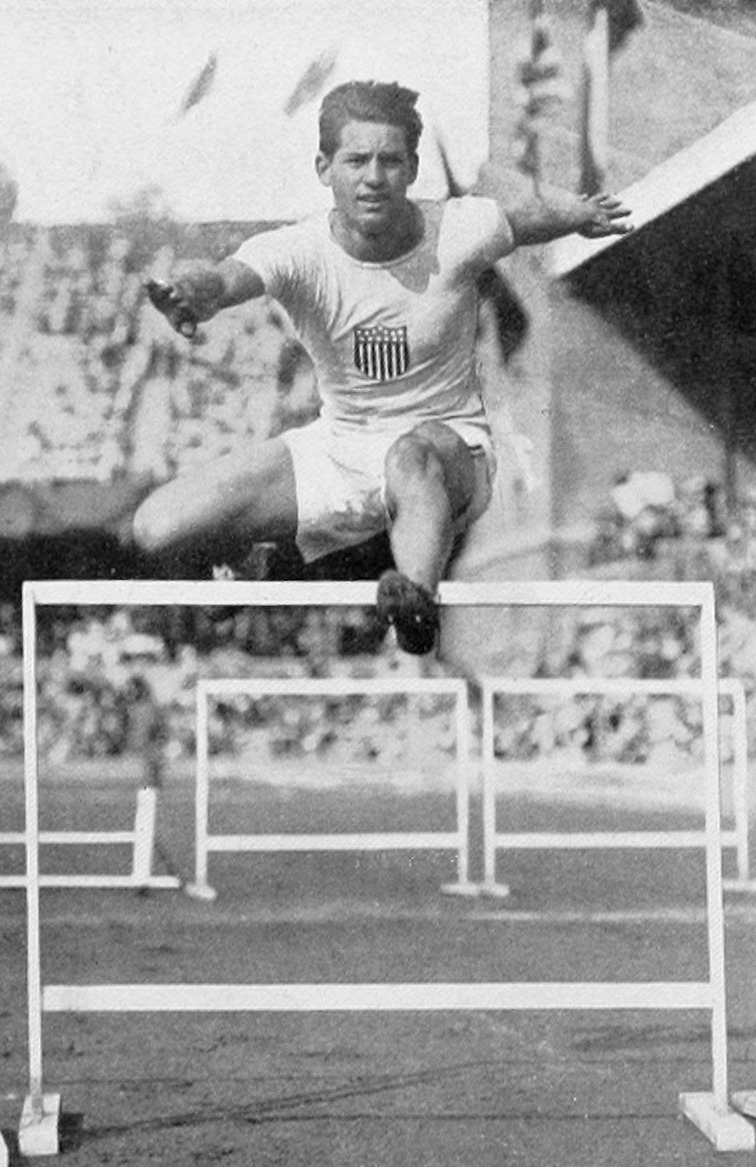
Fred Kelly, champion olympique en 1912.

Le 110 mètres haies fait partie des douze épreuves d'athlétisme au programme des premiers Jeux olympiques de l'ère moderne, disputés en 1896 au Stade panathénaïque d'Athènes. Parmi les quatre concurrents de la finale, deux déclarent forfait : le Français Frantz Reichel qui doit assister son compatriote Albin Lermusiaux dans l'épreuve du marathon, et l'Américain William Hoyt qui se réserve pour l'épreuve du saut à la perche.. Sur une piste sablonneuse en très mauvais état, l'Américain Thomas Curtis remporte l'épreuve du 110 m haies dans le temps modeste de 17 s 6, devant le Britannique Grantley Goulding.
En 1900, sur la piste en herbe de la Croix-Catelan, l'Américain Alvin Kraenzlein remporte le titre des Jeux olympiques de Paris (15 s 0), devant ses compatriotes John McLean et Frederick Moloney. Kraenzlein s'adjugera trois autres titres lors de ces Jeux, sur 60 m, au saut en longueur et sur 200 m haies.
Lors des Jeux olympiques de 1904, à Saint-Louis, l'Américain Fred Schule devance dans le temps de 16 s 0 ses deux compatriotes Thaddeus Shideler et Lesley Ashburner.
L'Américain Forrest Smithson s'impose lors des Jeux olympiques de 1908 sur la piste en herbe du White City Stadium dans le temps de 15 secondes juste, laissant ses concurrents — exclusivement américains — à plus de 5 mètres, et établissant à cette occasion le premier record du monde du 110 m haies homologué par l'IAAF. John Garrels et Arthur Shaw, se classent deuxième et troisième de l'épreuve.
Lors des Jeux olympiques de 1912, au Stade olympique de Stockholm, cinq athlètes américains figurent parmi les six finalistes. Fred Kelly s'adjuge le titre olympique dans le temps de 15 s 1, devant ses compatriotes James Wendell et Martin Hawkins.

### 1920-1936

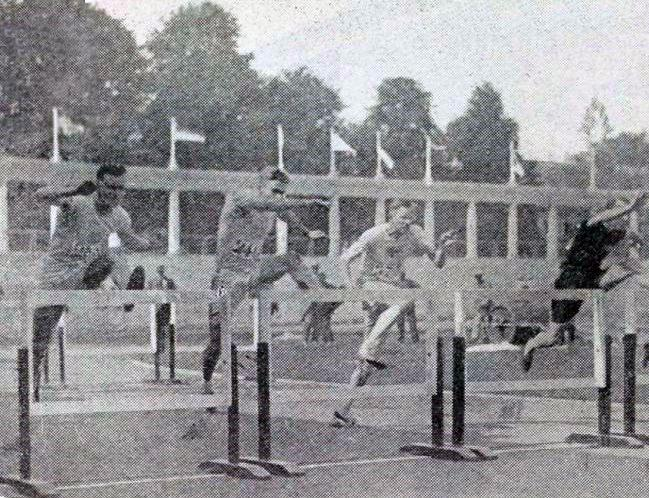
Finale du 110 mètres haies aux Jeux d'Anvers en 1920.

Lors des Jeux olympiques de 1920, à Anvers, le Canadien Tommy Thomson remporte le titre olympique en devenant le premier athlète officiellement chronométré en moins de 15 secondes sur 110 m haies, son temps de 14 s 8 sera homologué comme un nouveau record du monde. Thomson devance deux Américains : Harold Barron et Frederic Murray.
En 1924, aux Jeux olympiques de Paris, l'Américain Dan Kinsey l'emporte en 15 s 0, juste devant le Sud-africain Sydney Atkinson (15 s 0) et le Suédois Sten Pettersson (15 s 4). L'Américain George Guthrie, initialement troisième de l'épreuve, est disqualifié selon le règlement de l'époque pour avoir heurté plus de trois haies durant la course.
Sydney Atkinson, médaillé d'argent à Paris, s'adjuge le titre des Jeux olympiques de 1928 à Amsterdam en 14 s 8, aux dépens de deux Américains, Steve Anderson (14 s 8)  et John Collier (14 s 9). L'autre Sud-africain George Weightman-Smith, détenteur du record mondial, ne termine que 5e de l'épreuve.
Aux Jeux olympiques de 1932 à Los Angeles, l'Américain George Saling l'emporte en 14 s 4 et égale le record du monde. Il devance son compatriote Percy Beard (14 s 7) qui, alors en tête de course, est déséquilibré en heurtant violemment la sixième haie, et le Britannique Donald Finlay, troisième en 14 s 8.
L'Américain Forrest Towns remporte le titre des Jeux olympiques de 1936 à Berlin en 14 s 2 après avoir égalé son propre record du monde de 14 s 1 en demi-finale. Il termine avec deux mètres d'avance sur Donald Finlay qui obtient sa deuxième médaille consécutive dans cette épreuve (14 s 4), et l'autre américain Frederick Pollard (14 s 4 également).

### 1948-1964

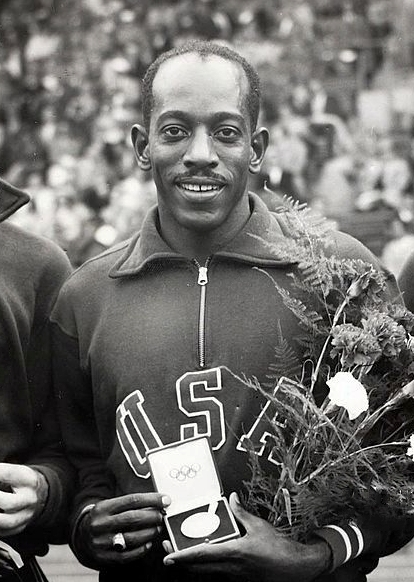
Harrison Dillard, champion olympique en 1952.

L'Américain Harrison Dillard, qui avait établi un nouveau record du monde du 120 yards haies en 1948, échoue lors des sélections olympiques américaines et ne parvient à se qualifier pour les Jeux olympiques de 1948. À Londres, c'est son compatriote William Porter qui s'adjuge le titre olympique en établissant en finale nouveau record olympique en 13 s 9. Il devance deux autres Américains : Clyde Scott, médaillé d'argent en 13 s 9 et Craig Dixon, médaillé de bronze en 14 s 1. Le Suédois Håkan Lidman, champion d'Europe en titre, termine 6e et dernier de la finale. Non qualifié sur 110 m haies, Harrison Dillard remporte néanmoins les épreuves du 100 m et relais 4 × 100 m lors de ces Jeux.
Lors des Jeux olympiques de 1952 à Helsinki, Harrison Dillard, qui a cette fois-ci réussi à franchir le cap des sélections olympiques américaines, remporte le titre olympique du 110 m haies. Il réalise à cette occasion un nouveau record olympique en finale en 13 s 7, à deux dixièmes de seconde seulement du record du monde de son compatriote Dick Attlesey. Comme à Londres, trois américains occupent les trois premières places : Jack Davis se classe deuxième dans le même temps que Dillard (record olympique égalé), devant Arthur Barnard, médaillé de bronze en 14 s 1.
En 1956, aux Jeux olympiques de Melbourne, les finalistes font face à une forte rafale de vent. L'Américain Lee Calhoun accomplit la meilleure course de sa carrière en coupant la ligne d'arrivée en 13 s 5, nouveau record olympique. Son compatriote Jack Davis, qui a amélioré le record du monde lors de cette saison 1956, réalise le même temps que Calhoun mais est finalement désigné médaillé d'argent, devant l'autre américain Joel Shankle, troisième en 14 s 1.
Lee Calhoun, qui a égalé le record du monde quelques semaines auparavant, conserve son titre olympique à l'occasion des Jeux olympiques de 1960, à Rome, devenant le premier athlète de l'histoire à s'adjuger deux médailles d'or olympiques sur 110 m haies. Ex-æquo avec son compatriote Willie May en 13 s 8 après avoir effectué un plongeon sur la ligne d'arrivée, Calhoun est désigné champion olympique plusieurs minutes après la fin de la course après examen des juges de la photo-finish. Au chronométrage électronique, Calhoun est crédité de 13 s 98, soit un centième de seconde de moins que Willie May qui remporte par conséquent la médaille d'argent. L'autre américain Hayes Jones est médaillé de bronze en 14 s 0.
En 1964, lors des Jeux olympiques de Tokyo, l'épreuve se dispute au sein du Stade olympique national, enceinte qui dispose pour la première fois aux Jeux olympiques d'une piste de huit couloirs. Hayes Jones, médaillé de bronze à Rome, est sacré champion olympique dans le temps de 13 s 6, devançant d'un dixième de seconde son compatriote Blaine Lindgren et le Soviétique Anatoliy Mikhailov, champion d'Europe en 1962. Trois athlètes italiens participent à la finale, dont Eddy Ottoz, 4e de l'épreuve.

### 1968-1984

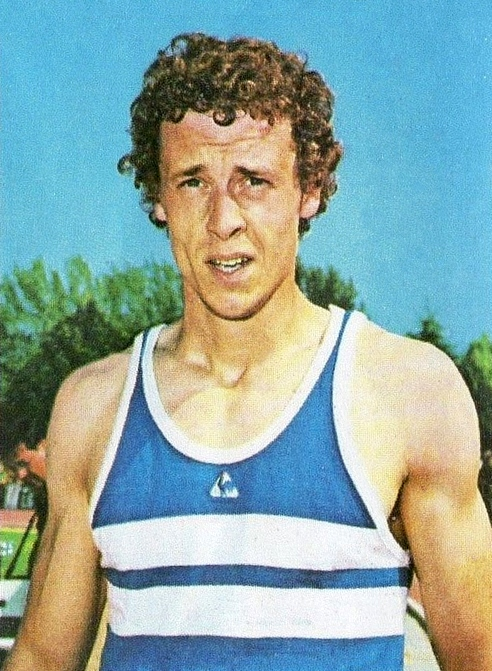
Guy Drut, champion olympique en 1976 et médaillé d'argent en 1972.

Lors du 110 mètres haies des Jeux olympiques de 1968 à Mexico, Eddy Ottoz se distingue dès les séries en égalant le record olympique de Lee Calhoun datant des Jeux de 1956 (13 s 5). Mais en finale, l'Américain Willie Davenport réalise un départ rapide et parvient à maintenir son avance jusqu'à la ligne d'arrivée en établissant un nouveau record olympique en 13 s 3. Il devance d'un dixième de seconde son compatriote Ervin Hall, crédité de 13 s 4, et Eddy Ottoz, médaillé de bronze en 13 s 4. L'autre américain Earl McCullouch, qui a égalé en 1967 le record du monde de Lee Calhoun et qui figurait parmi les favoris au titre, ne participe pas à ces Jeux en raison d'une chute survenue lors des sélections olympiques américaines.
Quatre ans plus tard, aux Jeux olympiques de 1972 à Munich, l'Américain Rod Milburn qui était invaincu sur la distance depuis 1971, s'adjuge la médaille d'or en égalant le record du monde en 13 s 2, devenant également le premier détenteur du record du monde mesuré électroniquement, en 13 s 24. Le Français Guy Drut, deuxième de la course, établit quant à lui un nouveau record d'Europe en 13 s 34 et devient le premier français médaillé olympique sur 110 m haies. L'Américain Thomas Hill se classe troisième de la finale en 13 s 48, écartant du podium le tenant du titre Willie Davenport, 4e en 13 s 50.
Champion d'Europe en 1974, et détenteur depuis 1975 du record du monde au chronométrage manuel (13 s 0), Guy Drut remporte le titre des Jeux olympiques de 1976, à Montréal. Troisième de sa série qualificative, puis deuxième de sa demi-finale deux jours plus tard, il réalise un bon départ en finale et se hisse en tête à la mi-course, à la hauteur du Cubain Alejandro Casañas, de Willie Davenport et de l'Est-allemand Thomas Munkelt. Il accroît son avance sur ses concurrents et remporte la course en 13 s 30, devant Alejandro Casañas, deuxième en 13 s 33 et Willie Davenport, troisième en 13 s 38. Guy Drut est le premier européen champion olympique de la discipline, et le premier non-américain à s'imposer depuis 1928.
Les Jeux olympiques de 1980 sont marqués par le boycott des États-Unis, parmi lesquels figurent Renaldo Nehemiah, détenteur du record du monde depuis 1979 (13 s 00), ou encore Greg Foster qui a réalisé avec Nehemiah 14 des 15 meilleures performances mondiales de l'année. À Moscou, Thomas Munkelt, champion d'Europe en 1978, remporte la finale dans le temps de 13 s 39 et devance de justesse Alejandro Casañas qui décroche à cette occasion sa deuxième médaille d'argent olympique consécutive (13 s 40). Le Soviétique Aleksandr Puchkov complète le podium en 13 s 44.
Greg Foster est le favori des Jeux olympiques de 1984 après son titre de champion du monde obtenu en 1983, et après le retrait des pistes de Renaldo Nehemiah qui est devenu joueur professionnel de football américain. En séries, Foster égale le record olympique de Rod Milburn de 13 s 24, performance que réédite son compatriote Roger Kingdom et de nouveau Greg Foster lors de leur victoire en demi-finale. En finale, Roger Kingdom porte ce record olympique à 13 s 20 et s'adjuge le titre olympique en devançant de justesse Greg Foster, médaillé d'argent en 13 s 23, le Finlandais Arto Bryggare s'adjugeant la médaille de bronze en 13 s 40. Thomas Munkelt, le tenant du titre, ne participe pas à ces Jeux en raison du boycott des pays du Bloc soviétique.

### 1988-2004

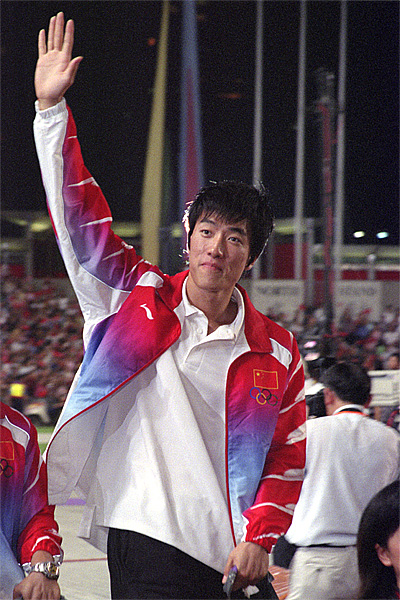
Liu Xiang, champion olympique en 2004 et actuel détenteur du record olympique.

Roger Kingdom conserve son titre aux Jeux olympiques de 1988 à Séoul et devient à cette occasion le deuxième hurdleur après son compatriote Lee Calhoun (en 1956 et 1960) à remporter deux titres olympiques sur 110 m haies. Invaincu lors de la saison 1988, remportant les vingt-cinq courses auxquelles il participe, Kingdom s'impose en finale dans le temps de 12 s 98, signant un nouveau record olympique et devenant le premier athlète à passer sous les 13 secondes lors de cette compétition. Le Britannique Colin Jackson est médaillé d'argent en 13 s 28 et l'autre américain Tonie Campbell médaillé de bronze en 13 s 38. Greg Foster, deuxième en 1984 à Los Angeles, et qui a remporté en 1987 son deuxième titre consécutif de champion du monde, est absent pour cause de blessure.
Quatre ans plus tard, lors des Jeux olympiques de Barcelone, le Canadien Mark McKoy obtient la consécration mondiale en s'imposant en finale en 13 s 12, devant les Américains Tony Dees (13 s 24) et Jack Pierce (13 s 26), ce dernier ne devançant le Britannique Tony Jarrett pour la médaille de bronze qu'au millième de seconde. Colin Jackson, gêné par une blessure après avoir percuté une haie en demi-finale, ne se classe que 7e de l'épreuve. Greg Foster, qui a remporté son troisième titre de champion du monde d'affilée en 1991, n'est pas parvenu à se qualifier pour ces Jeux à l'occasion des sélections olympiques américaines.
Champion du monde en 1995 à Göteborg, l'Américain Allen Johnson confirme son statut de favori en s'imposant en finale des Jeux olympiques de 1996, à Atlanta, en établissant un nouveau record olympique en 12 s 95. Son compatriote Mark Crear s'adjuge la médaille d'argent en 13 s 09 et l'Allemand Florian Schwarthoff la médaille de bronze en 13 s 17. Colin Jackson, détenteur du record du monde depuis 1996, termine au pied du podium en 13 s 19.
En 2000, aux Jeux olympiques de Sydney, le Cubain Anier García, vice-champion du monde en 1999 derrière Colin Jackson, obtient la consécration olympique en s'imposant en finale en 13 s 00, nouveau record national. Il devance deux Américains : Terrence Trammell, qui bat son record personnel en 13 s 16, et Mark Crear, médaillé de bronze avec 13 s 22. Le tenant du titre Allen Johnson est écarté du podium pour 1/100e de seconde seulement alors que Colin Jackson ne prend que la cinquième place en 13 s 28.
Les Jeux olympiques de 2004 à Athènes consacrent le Chinois Liu Xiang qui remporte la finale en établissant un nouveau record olympique en 12 s 91 (+0,3 m/s) mais en égalant surtout le record du monde de Colin Jackson. Il devance Terrence Trammell (13 s 18) qui remporte sa deuxième médaille d'argent consécutive, et le tenant du titre Anier García, troisième en 13 s 20. Alors qu'il était pratiquement assuré de la médaille d'argent, le Français Ladji Doucouré heurte en finale la dernière haie en tentant de revenir sur Liu Xiang et se classe finalement huitième et dernier en 13 s 76. Allen Johnson, qui avait remporté son quatrième titre de champion du monde l'année précédente, est éliminé en quarts de finale après s'être déséquilibré en heurtant une haie. Liu Xiang devient le premier sportif masculin asiatique à remporter un titre olympique en athlétisme.

### Depuis 2008

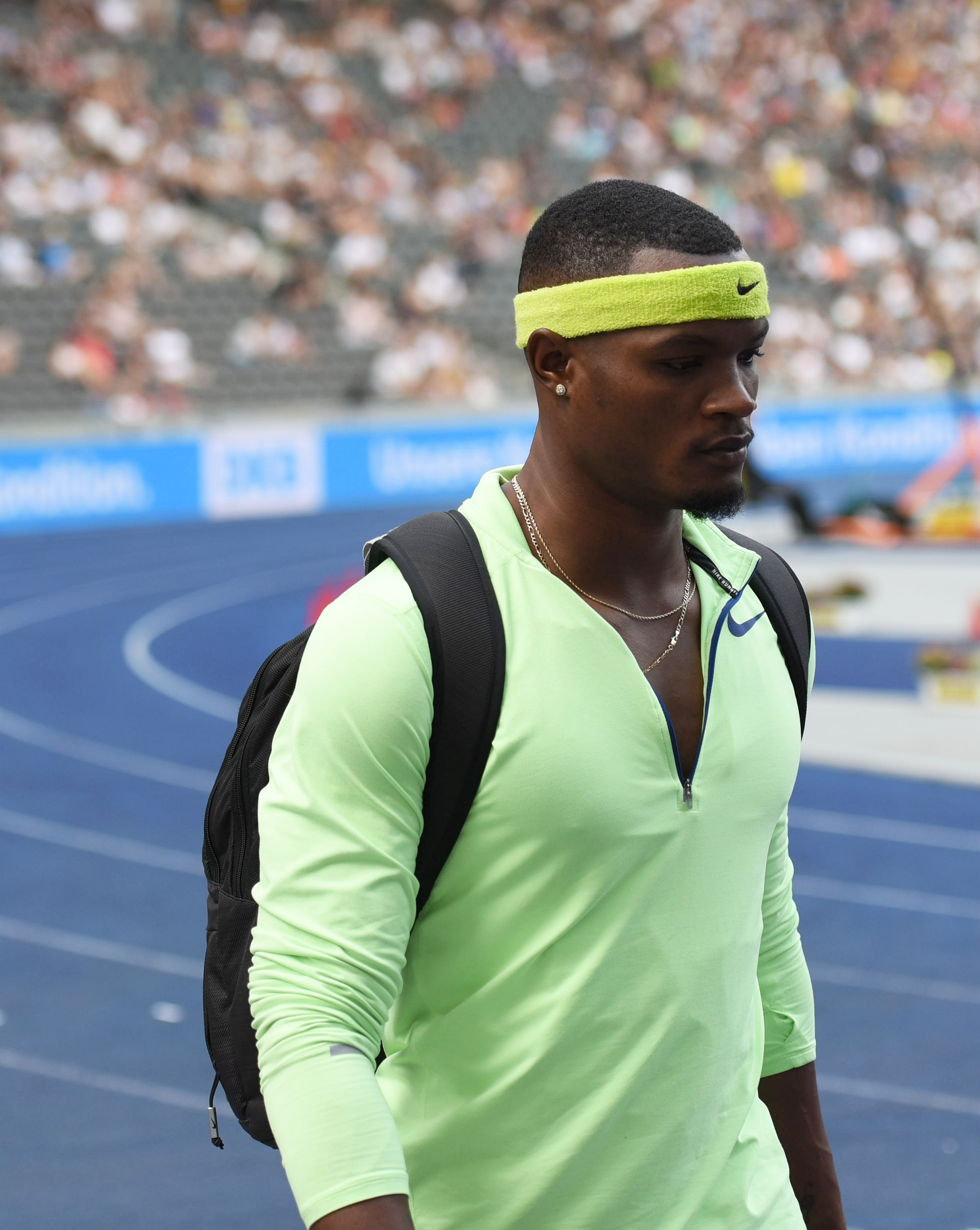
Omar McLeod, champion olympique en 2016.

Le duel entre le tenant du titre Liu Xiang, champion du monde en 2007, et le Cubain Dayron Robles, qui a porté le record du monde à 12 s 87 quelques semaines avant le début des Jeux olympiques de 2008 à Pékin n'a pas lieu. En effet, blessé, le Chinois ne se présente pas au départ de sa série. En finale, Dayron Robles s'impose facilement dans le temps de 12 s 93, échouant à 2/100e seulement du record olympique de Liu Xiang. Les Américains David Payne (13 s 17) et David Oliver (13 s 18, record personnel) remportent respectivement la médaille d'argent et la médaille de bronze, devançant Ladji Doucouré qui termine au pied du podium en 13 s 24.
Invaincu en 2012, l'Américain Aries Merritt remporte aisément le titre des Jeux olympiques de Londres, en améliorant d'un centième de seconde son record personnel en 12 s 92. Il devance son compatriote Jason Richardson, champion du monde en 2011 à Daegu, qui termine deuxième en 13 s 04, et le Jamaïcain Hansle Parchment qui établit un nouveau record national en 13 s 12 pour remporter la médaille de bronze. Aries Merritt devient le premier américain titré sur la distance depuis Allen Johnson en 1996. Dayron Robles, qui avait pourtant pris un bon départ lors de la finale, abandonne sur blessure alors que Liu Xiang, qui figurait également parmi les favoris de la course, s'était également blessé lors des séries. Un mois après ces Jeux, à Bruxelles, Aries Merritt portera le record du monde à 12 s 80.
Lors des Jeux olympiques de 2016 à Rio de Janeiro, le Jamaïcain Omar McLeod, champion du monde en salle du 60 mètres haies cette même année, remporte la finale dans le temps de 13 s 05, offrant le premier titre à la Jamaïque dans cette discipline. Il devance l'ancien Cubain désormais Espagnol Orlando Ortega, deuxième en 13 s 17 et Le Français Dimitri Bascou, médaillé de bronze en 13 s 24. Celui-ci devient le premier médaillé français sur 110 mètres haies depuis Guy Drut en 1976, et devance son compatriote Pascal Martinot-Lagarde qui termine au pied du podium. Sergueï Choubenkov, champion du monde en 2015 à Pékin, est suspendu comme toute la Fédération russe d'athlétisme et ne participe pas à ces Jeux. Pour la première fois depuis 1896, hormis les Jeux de 1980 à Moscou où les États-Unis ne participaient pas pour cause de boycott, aucun athlète américain ne figure sur le podium du 110 m haies.
À Tokyo en 2021, la victoire revient à nouveau à un Jamaïcain, mais à Hansle Parchment cette fois, déjà médaillé de bronze en 2012 à Londres. Alors que son compatriote Omar McLeod n'était pas parvenu à passer le cap des sélections jamaïcaines, Parchment réussit à décrocher la médaille d'or avec un chrono de 13 s 04 en finale, devant le favori américain Grant Holloway (13 s 09), qui s'était pourtant approché à un centième du record du monde d'Aries Merritt en 2021 et qui avait été champion du monde en 2019 à Doha. Le podium est complété par un autre Jamaïcain, Ronald Levy, en 13 s 10.

## Palmarès
| Édition | Or                             | Argent                          | Bronze                            |
| ------- | ------------------------------ | ------------------------------- | --------------------------------- |
| 1896    | Thomas Curtis (USA) 17 s 6     | Grantley Goulding (GBR) 17 s 7  | -                                 |
| 1900    | Alvin Kraenzlein (USA) 15 s 4  | John McLean (USA) 15 s 8        | Frederick Moloney (USA) 15 s 9    |
| 1904    | Fred Schule (USA) 16 s 0       | Thaddeus Shideler (USA) 16 s 2  | Lesley Ashburner (USA) 16 s 4     |
| 1908    | Forrest Smithson (USA) 15 s 0  | John Garrels (USA) 15 s 7       | Arthur Shaw (USA) 15 s 8          |
| 1912    | Fred Kelly (USA) 15 s 1        | James Wendell (USA) 15 s 2      | Martin Hawkins (USA) 15 s 3       |
| 1920    | Earl Thomson (CAN) 14 s 8      | Harold Barron (USA) 15 s 1      | Frederic Murray (USA) 15 s 1      |
| 1924    | Dan Kinsey (USA) 15 s 0        | Sydney Atkinson (RSA) 15 s 0    | Sten Pettersson (SWE) 15 s 4      |
| 1928    | Sydney Atkinson (RSA) 14 s 8   | Steve Anderson (USA) 14 s 8     | John Collier (USA) 14 s 9         |
| 1932    | George Saling (USA) 14 s 6     | Percy Beard (USA) 14 s 7        | Donald Finlay (GBR) 14 s 8        |
| 1936    | Forrest Towns (USA) 14 s 2     | Donald Finlay (GBR) 14 s 4      | Frederick Pollard (USA) 14 s 4    |
| 1948    | William Porter (USA) 13 s 9    | Clyde Scott (USA) 14 s 1        | Craig Dixon (USA) 14 s 1          |
| 1952    | Harrison Dillard (USA) 13 s 7  | Jack Davis (USA) 13 s 7         | Arthur Barnard (USA) 14 s 1       |
| 1956    | Lee Calhoun (USA) 13 s 5       | Jack Davis (USA) 13 s 5         | Joel Shankle (USA) 14 s 1         |
| 1960    | Lee Calhoun (USA) 13 s 8       | Willie May (USA) 13 s 8         | Hayes Jones (USA) 14 s 0          |
| 1964    | Hayes Jones (USA) 13 s 6       | Blaine Lindgren (USA) 13 s 7    | Anatoliy Mikhailov (URS) 13 s 7   |
| 1968    | Willie Davenport (USA) 13 s 3  | Ervin Hall (USA) 13 s 4         | Eddy Ottoz (ITA) 13 s 4           |
| 1972    | Rod Milburn (USA) 13 s 24      | Guy Drut (FRA) 13 s 34          | Thomas Hill (USA) 13 s 48         |
| 1976    | Guy Drut (FRA) 13 s 30         | Alejandro Casañas (CUB) 13 s 33 | Willie Davenport (USA) 13 s 38    |
| 1980    | Thomas Munkelt (GDR) 13 s 39   | Alejandro Casañas (CUB) 13 s 40 | Aleksandr Puchkov (URS) 13 s 44   |
| 1984    | Roger Kingdom (USA) 13 s 20    | Greg Foster (USA) 13 s 23       | Arto Bryggare (FIN) 13 s 40       |
| 1988    | Roger Kingdom (USA) 12 s 98    | Colin Jackson (GBR) 13 s 28     | Tonie Campbell (USA) 13 s 38      |
| 1992    | Mark McKoy (CAN) 13 s 12       | Tony Dees (USA) 13 s 24         | Jack Pierce (USA) 13 s 26         |
| 1996    | Allen Johnson (USA) 12 s 95    | Mark Crear (USA) 13 s 09        | Florian Schwarthoff (GER) 13 s 17 |
| 2000    | Añer García (CUB) 13 s 00      | Terrence Trammell (USA) 13 s 16 | Mark Crear (USA) 13 s 22          |
| 2004    | Liu Xiang (CHN) 12 s 91        | Terrence Trammell (USA) 13 s 18 | Añer García (CUB) 13 s 20         |
| 2008    | Dayron Robles (CUB) 12 s 93    | David Payne (USA) 13 s 17       | David Oliver (USA) 13 s 18        |
| 2012    | Aries Merritt (USA) 12 s 92    | Jason Richardson (USA) 13 s 04  | Hansle Parchment (JAM) 13 s 12    |
| 2016    | Omar McLeod (JAM) 13 s 05      | Orlando Ortega (ESP) 13 s 17    | Dimitri Bascou (FRA) 13 s 24      |
| 2020    | Hansle Parchment (JAM) 13 s 04 | Grant Holloway (USA) 13 s 09    | Ronald Levy (JAM) 13 s 10         |
| 2024    | Grant Holloway (USA) 12 s 99   | Daniel Roberts (USA) 13 s 09    | Rasheed Broadbell (JAM) 13 s 09   |

## Multiples médaillés
| Rang | Athlète           | Pays            | Période   | Or | Argent | Bronze | Total |
| ---- | ----------------- | --------------- | --------- | -- | ------ | ------ | ----- |
| 1    | Lee Calhoun       | États-Unis      | 1952-1956 | 2  | 0      | 0      | 2     |
| 1    | Roger Kingdom     | États-Unis      | 1984-1988 | 2  | 0      | 0      | 2     |
| 3    | Sid Atkinson      | Afrique du Sud  | 1924-1928 | 1  | 1      | 0      | 2     |
| 3    | Guy Drut          | France          | 1972-1976 | 1  | 1      | 0      | 2     |
| 3    | Grant Holloway    | États-Unis      | 2021-2024 | 1  | 1      | 0      | 2     |
| 6    | Hayes Jones       | États-Unis      | 1960-1964 | 1  | 0      | 1      | 2     |
| 6    | Willie Davenport  | États-Unis      | 1968-1976 | 1  | 0      | 1      | 2     |
| 6    | Anier García      | Cuba            | 2000-2004 | 1  | 0      | 1      | 2     |
| 6    | Hansle Parchment  | Jamaïque        | 2012-2021 | 1  | 0      | 1      | 2     |
| 10   | Jack Davis        | États-Unis      | 1952-1956 | 0  | 2      | 0      | 2     |
| 10   | Alejandro Casañas | Cuba            | 1976-1980 | 0  | 2      | 0      | 2     |
| 10   | Terrence Trammell | États-Unis      | 2000-2004 | 0  | 2      | 0      | 2     |
| 13   | Donald Finlay     | Grande-Bretagne | 1932-1936 | 0  | 1      | 1      | 2     |
| 13   | Mark Crear        | États-Unis      | 1996-2000 | 0  | 1      | 1      | 2     |

## Tableau des médailles
| Rang | Pays               | Or | Argent | Bronze | Total |
| ---- | ------------------ | -- | ------ | ------ | ----- |
| 1    | États-Unis         | 20 | 21     | 17     | 58    |
| 2    | Cuba               | 2  | 2      | 1      | 5     |
| 3    | Jamaïque           | 2  | 0      | 3      | 5     |
| 4    | Canada             | 2  | 0      | 0      | 2     |
| 5    | France             | 1  | 1      | 1      | 3     |
| 6    | Afrique du Sud     | 1  | 1      | 0      | 2     |
| 7    | Chine              | 1  | 0      | 0      | 1     |
| 7    | Allemagne de l'Est | 1  | 0      | 0      | 1     |
| 9    | Grande-Bretagne    | 0  | 3      | 1      | 4     |
| 10   | Espagne            | 0  | 1      | 0      | 1     |
| 11   | Union soviétique   | 0  | 0      | 2      | 2     |
| 12   | Finlande           | 0  | 0      | 1      | 1     |
| 12   | Allemagne          | 0  | 0      | 1      | 1     |
| 12   | Italie             | 0  | 0      | 1      | 1     |
| 12   | Suède              | 0  | 0      | 1      | 1     |

## Record olympique
| Chronométrage manuel       |                        |             |                   |    |
| 18 s 4                     | Grantley Goulding      | Athènes     | 7 avril 1896      |    |
| 18 s 0                     | Thomas Curtis          | Athènes     | 7 avril 1896      |    |
| 17 s 6                     | Thomas Curtis          | Athènes     | 10 avril 1896     |    |
| 15 s 6                     | Alvin Kraenzlein       | Paris       | 14 juillet 1900   |    |
| 15 s 4                     | Alvin Kraenzlein       | Paris       | 14 juillet 1900   |    |
| 15 s 4                     | Forrest Smithson       | Londres     | 24 juillet 1908   |    |
| 15 s 0                     | Forrest Smithson       | Londres     | 25 juillet 1908   | WR |
| 15 s 0                     | Harold Barron          | Anvers      | 17 août 1920      |    |
| 15 s 0                     | Earl Thomson           | Anvers      | 17 août 1920      |    |
| 14 s 8                     | Earl Thomson           | Anvers      | 18 août 1920      | WR |
| 14 s 8                     | George Weightman-Smith | Amsterdam   | 31 juillet 1928   |    |
| 14 s 8                     | Leighton Dye           | Amsterdam   | 31 juillet 1928   |    |
| 14 s 8                     | Steve Anderson         | Amsterdam   | 31 juillet 1928   |    |
| 14 s 6                     | George Weightman-Smith | Amsterdam   | 31 juillet 1928   | WR |
| 14 s 5                     | Jack Keller            | Los Angeles | 2 août 1932       |    |
| 14 s 4                     | George Saling          | Los Angeles | 2 août 1932       | WR |
| 14 s 1                     | Forrest Towns          | Berlin      | 6 août 1936       | WR |
| 14 s 1                     | Bill Porter            | Londres     | 4 août 1948       |    |
| 13 s 9                     | Bill Porter            | Londres     | 4 août 1948       |    |
| 13 s 9                     | Harrison Dillard       | Helsinki    | 23 juillet 1952   |    |
| 13 s 7                     | Jack Davis             | Helsinki    | 24 juillet 1952   |    |
| 13 s 7                     | Harrison Dillard       | Helsinki    | 24 juillet 1952   |    |
| 13 s 5                     | Lee Calhoun            | Melbourne   | 28 novembre 1956  |    |
| 13 s 5                     | Jack Davis             | Melbourne   | 28 novembre 1956  |    |
| 13 s 5                     | Eddy Ottoz             | Mexico      | 16 octobre 1968   |    |
| 13 s 33                    | Willie Davenport       | Mexico      | 17 octobre 1968   |    |
| 13 s 3                     | Ervin Hall             | Mexico      | 17 octobre 1968   |    |
| Chronométrage électronique |                        |             |                   |    |
| 13 s 24                    | Rod Milburn            | Munich      | 7 septembre 1972  | WR |
| 13 s 24                    | Greg Foster            | Los Angeles | 5 août 1984       |    |
| 13 s 24                    | Roger Kingdom          | Los Angeles | 6 août 1984       |    |
| 13 s 24                    | Greg Foster            | Los Angeles | 6 août 1984       |    |
| 13 s 20                    | Roger Kingdom          | Los Angeles | 6 août 1984       |    |
| 13 s 17                    | Roger Kingdom          | Séoul       | 25 septembre 1988 |    |
| 12 s 98                    | Roger Kingdom          | Séoul       | 26 septembre 1988 |    |
| 12 s 95                    | Allen Johnson          | Atlanta     | 29 juillet 1996   |    |
| 12 s 91                    | Liu Xiang              | Athènes     | 27 août 2004      | WR |

## Ancienne épreuve:200 mètreshaies
Le 200 mètres haies a fait partie du programme des Jeux olympiques en 1900 à Paris et en 1904 à Saint-Louis.
| Édition | Or                            | Argent                        | Bronze                      |
| ------- | ----------------------------- | ----------------------------- | --------------------------- |
| 1900    | Alvin Kraenzlein (USA) 25 s 4 | Norman Pritchard (IND) 26 s 6 | John Tewksbury (USA) 26 s 9 |
| 1904    | Harry Hillman (USA) 24 s 6    | Frank Castleman (USA) 24 s 9  | George Poage (USA) 25 s 2   |